# Đông Nguyên
Đông Nguyên (chữ Hán giản thể: 东源县, âm Hán Việt: Đông Nguyên huyện) là một huyện thuộc địa cấp thị Hà Nguyên, là một huyện thuộc địa cấp thị Hà Nguyên, tỉnh Quảng Đông, Cộng hòa Nhân dân Trung Hoa. Huyện Đông Nguyên có diện tích 4070 km², dân số 500.000 người. Đông Nguyên giáp Long Xuyên, Ngũ Hoa, Nguyên Thành, Tử Kim, Long Môn và Tân Phong. Mã số bưu chính của Đông Nguyên là 517400, mã vùng điện thoại 0762. Các tuyến đường sắt Quảng Mai Sán, đường sắt Kinh Cửu và quốc lộ 205 chạy qua huyện này.